# ساکوتا، اوکایاما
ساکوتا، اوکایاما (به لاتین: Sakutō) یک منطقهٔ مسکونی در ژاپن است که در ناحیه چوگوکو واقع شده‌است. ساکوتا ۷٬۵۷۷ نفر جمعیت دارد.